# 德齡公主 (電視劇)
《德龄公主》是一部中國大陸出品的29集古装電視剧，由韓鋼执导，徐小斌编剧，该劇于2006年拍摄完毕，并于同年8月30日起在央视CCTV-8晚黄金时段三集连播。2009年由高點電視台引進至臺灣，以閩南語配音播出。

## 概述
该剧以清光绪（公元1903年）年间为时间背景，讲述清朝驻法大使裕庚即将任满回国，府上一片繁忙。裕庚的大女儿德龄最后一次流连在客厅的屏风，从天真的女孩儿变成了一个有见地的少女。

## 演员
- 张晶晶 饰 裕德龄
- 孙逸飞 饰 裕容龄
- 吕　中 饰 慈禧太后
- 徐　箭 饰 裕勋龄
- 劉文治 飾 裕庚
- 黃梅瑩 飾 裕太太
- 喬納森·考斯-瑞德 飾 凱文·懷特
- 黃 河 飾 光緒帝
- 燕 子 飾 光緒皇后
- 武利平 飾 李蓮英
- 西菲婭 飾 卡爾
- 周迎紅 飾 四格格
- 張婭君 飾 大公主
- 王 子 飾 瑾妃
- 李星潼 飾 袁大奶奶
- 天 一 飾 秋瑾
- 韓新民 飾 榮祿
- 孫 寧 飾 伍廷芳
- 逯長恩 飾 孫玉
- 沙景昌 飾 袁世凱
- 賈大中 飾 張之洞
- 鄒 正 飾 小蚊子
- 王文濤 飾 小柿子
- 張 歌 飾 武藏
- 石崎尤佳 飾 內田夫人
- 三浦研一 飾 內田
- 大 塚 飾 繁子
- 瑪萊莎 飾 康夫人
- 彼 得 飾 康格
- 伽麗婭 飾 勃蘭康夫人
- 帕 姆 飾 艾米
- 張小莉 飾 小蘭
- 曹迎楠 飾 小翠
- 張匯倉 飾 小順子
- 袁紅啟 飾 周太監
- 楊敏虹 飾 王太監
- 楊京澄 飾 小德子
- 王 丁 飾 假太監
- 邢 軍 飾 瑜妃
- 汪 帥 飾 巴龍

## 影音光碟發行
該劇的VCD和DVD由半島音像出版社於2006年推出。

## 外部連結
- 官方网站
- 互联网电影数据库（IMDb）上《德齡公主》的资料（英文）